# Sabinus (poète)
Pour les articles homonymes, voir Sabinus.
Sabinus (mort vers 14 ou 15) est un poète romain et un ami d'Ovide.
Il n'est connu que par deux passages dans les œuvres d'Ovide :
- dans les Amours[1], Ovide mentionne que Sabinus avait écrit des réponses à six des Héroïdes. Trois de ces réponses ont été publiées dans les éditions des Héroïdes de la Renaissance sous le nom de « Aulus Sabinus », mais les philologues estiment maintenant qu'elles sont dues à l'humaniste Angelo Sabino.
- Sabinus est également mentionné par Ovide dans ses poèmes d'exil[2]. Dans les Pontiques, il fait une allusion à une des réponses que Sabinus fit aux Héroïques (la réponse d'Ulysse), et cite deux autres œuvres, Trézène et les Fastes, cette dernière ayant été laissée inachevée par la mort inattendue de son auteur. Trézène pourrait se rapporter à Trézène, la ville natale de Thésée, et raconter l'histoire de celui-ci, tandis que les Fastes pourraient être une suite aux Fastes d'Ovide.